# Eiler Hagerup (forlagsboghandler)
 Der er flere personer med dette navn, se Eiler Hagerup.
Hans Eiler Hensemann Hagerup (13. juli 1854 i København – 27. februar 1928 på Frederiksberg) var en dansk forlagsboghandler, leder af H. Hagerups Forlag.
Han tilhører den dansk-norske Hagerup-slægt. Han var far til Paul H. Hagerup.

## Uddannelse
Han var søn af boghandler Hans Hagerup (1832-1883), der i 1852 grundlagde H. Hagerups Boghandel i København, og hustru Andrine Vilhelmine Louise Hansine Werner (1829-1886).
Eiler Hagerup gik på Borgerdydskolen på Christianshavn (nuværende: Københavns åbne Gymnasium), men opgav det af ulyst til at læse. Han var lærling i den Hempelske Boghandel i Odense i årene 1873-77. Efter en kort tid som medhjælper i en boghandel i Quedlinburg måtte han vende hjem på grund af faderens begyndende sygdom. Han arbejdede således i sin fars forretning, indtil han overtog firmaet i 1884.

## Bogladen
Selvom boghandlen havde et bredt sortiment, var der dog en hovedlinje bestemt af Eiler Hagerups eget livssyn, der kunne føres tilbage til de indtryk, han som dreng havde modtaget af hændelserne i 1864. Dette kom til udtryk i boghandlens mange bøger af folkelig national karakter. Under pseudonymerne (Arne Faber, Paul Anker) bidrog Eiler Hagerup selv til genren, der var påskønnet af et stort publikum som en kontrast til periodens øvrige, i manges øjne, sædeligt nedbrydende litteratur.

## H. Hagerups Forlag
I modsætning til sin far interesserede han sig mest for forlaget, som han drev op til at være landets næststørste. Forlagets børnebøger opnåede stor popularitet, ligesom forlaget også udsendte en større mængde skolebøger. Forlagets største udgivelse var et konversationsleksikon i ni bind (fjerde og sidste udgave i ti bind) i årene 1892-1953. I 1899 erhvervede H. Hagerups Forlag Det Hempelske Forlag i Odense. 
I 1920 blev H. Hagerups Forlag omdannet til aktieselskab med Eiler Hagerup som formand. I 1954 ophørte forlaget som selvstændig virksomhed og indgik som bifirma i forlagsgruppen Aschehoug Dansk Forlag.

## Foreningsarbejde
Hans Eiler Hensemann Hagerup var hovedkommissionær for Danmark i 1888-1908 for det norske forlag H. Aschehoug & Co. 
I 1883 blev Eiler Hagerup medlem af Den danske Boghandlerforening og var i mange år formand for fagets kommissionsanstalt oprettet i 1894. I to perioder var han Boghandlerforeningens næstformand og i 1924 blev han udnævnt til dens æresmedlem. Han var også formand for Dansk Musikhandlerforening fra 1904 indtil sin død i 1928.
Ud over dette nåede Eiler Hagerup at være kasserer og hovedkommissionær for Det Kongelige Danske Geografiske Selskab, for Den danske historiske Forening og for Samfundet for dansk-norsk Genealogi og Personalhistorie. Eiler Hagerup har også være næstformand for Den danske Turistforenings sjællandske afdeling. Han blev Ridder af Dannebrog 1905 og Dannebrogsmand 1926.
Hagerup blev gift 5. oktober 1883 i Vor Frue Kirke med Elisabeth Palæmona Poulsen (8. maj 1863 på Disagergård ved Slagelse – 26. marts 1936 i Skodsborg), datter af godsforvalter Poul Jacob Poulsen (1807-1878) og Marie Sophie Frederikke Nannestad (1829-1865).
Han er begravet på Frederiksberg Ældre Kirkegård.

## Gengivelser
Afbildet på tegning af Gerda Ploug Sarp 1915. Portrætmaleri af Axel Hou udstillet 1928. Fotografier af Peter Most 1880 og Sophus Juncker-Jensen.